# Paul Devaux
Paul Devaux (Bruges, 10 aprile 1801 – Bruxelles, 30 gennaio 1880) è stato un politico belga, profondamente impegnato nel movimento unionista.

## Biografia
Paul Devaux fu avvocato a Liegi, dove incontrò Joseph Lebeau e Carles Rogier, con i quali fondò il Matthieu Lansbergh, in seguito chiamato le Politique, che adotterà in seguito una tendenza marcatamente unionista.
Eletto al Congresso nazionale, difese assieme a Joseph Lebeau la candidatura di Auguste de Leuchtenberg contro quella di Louis d'Orléans.
Nel 1831, prende parte al governo di Joseph Lebeau come ministro senza portafoglio. È lui a suggerire la proposta di Lopoldo di Sassonia-Coburgo-Gotha come candidato al trono del Belgio.